# Ежегодник приливов
«Ежегодник приливов» — специализированный справочник, издававшийся с 1909 года Гидрографическим управлением Морского ведомства Российской империи. Содержал в себе основные сведения о динамике приливов и отливов в дальневосточных и северных морях российского государства. На основе этой информации для любого порта или акватории можно было получить представление о природе характерных для них приливно-отливных явлений, а также найти исходные данные для расчётов времени и высоты подъёма воды.  